# Altenmarkt bei Sankt Gallen
Altenmarkt bei Sankt Gallen là một đô thị thuộc huyện Liezen bang Steiermark, nước Áo. Đô thị Altenmarkt bei Sankt Gallen có diện tích 43,26 km², dân số thời điểm cuối năm 2008 là 901 người.